# Paula Escosteguy
Paula Daniela Escosteguy es una arqueóloga de Argentina, licenciada y profesora en Ciencias Antropológicas y doctora en Arqueología. Actualmente es Investigadora Adjunta del CONICET. Trabaja en el Instituto de Arqueología, Facultad de Filosofía y Letras, Universidad de Buenos Aires. También es Profesora Adjunta regular con dedicación simple en la misma facultad, en la cátedra de Introducción a la Arqueología. Sus estudios e investigaciones en Zooarqueologia, Etnoarqueología y Tafonomía se enfocan en el área de la Depresión del río Salado (provincia de Buenos Aires)y cuentan con múltiples publicaciones en artículos de revistas, capítulos de libros y actas de congresos. También fue, en diferentes ocasiones, coordinadora y organizadora de eventos de ciencia y tecnología, como simposios y reuniones científicas. Forma parte de la Sociedad Argentina de Antropología y del International Council for Archaeozoology.También dirige proyectos de investigación propios y ha sido directora de tesistas y becarios de grado y posgrado. Respecto de su vida personal, se sabe que es casada y tiene dos hijas.

## Biografía
Nacida el 20 de febrero de 1980 en Lomas de Zamora, provincia de Buenos Aires, Argentina. Actualmente reside en Tristán Suárez, provincia de Buenos Aires.

### Estudios universitarios
Realizó sus estudios universitarios en la Facultad de Filosofía y Letras de la Universidad de Buenos Aires. En 2006 se gradúa de Profesora de enseñanza Media y Superior en Ciencias Antropológicas. En 2008 finaliza la Licenciatura en Ciencias Antropológicas (orientación Arqueología) con la tesis “Los roedores de la localidad arqueológica La Guillerma (Región Pampeana)”. En 2011 culminó su Doctorado en Arqueología con la tesis “Etnoarqueología de nutrieros: una propuesta metodológica aplicada al registro arqueológico de la Depresión del Salado y el Noreste de la provincia de Buenos Aires”.

### Investigación

#### Becas
En su trayectoria académica, la Prof. Dra. Escosteguy ha recibido numerosas becas del CONICET (Consejo Nacional de Investigaciones Científicas y Técnicas). En el transcurso del 2006 al 2009 le fue otorgada la beca de posgrado Tipo I y entre el 2009 y el 2011 la beca de posgrado Tipo II. De 2012 a 2014 recibió la Beca Interna Postdoctoral y en el 2018 recibió la Beca Externa Postdoctoral para Jóvenes Investigadores. Sus temas de investigación siempre giraron en torno de la arqueología del humedal del río salado bonaerense.

#### Proyectos
Forma parte del proyecto “INVESTIGACIONES ARQUEOLÓGICAS EN EL HUMEDAL DEL RÍO SALADO BONAERENSE” cuyo objetivo general es ampliar las investigaciones arqueológicas en el ambiente de humedal de la cuenca inferior del río Salado para profundizar el conocimiento de los estilos de vida de los grupos humanos que habitaron esa área en momentos prehispánicos. 
Otro proyecto del que forma parte es “Arqueología, pasado y presente en la cuenca inferior del río Salado, provincia de Buenos Aires” cuyo objetivo general es estudiar los procesos de producción, apropiación y circulación de conocimiento arqueológico en el presente a fin de desarrollar vías de participación entre arqueólogos y otros agentes. En este proyecto radica la importancia y también la necesidad de generar un espacio de participación de agentes sociales pertenecientes a las localidades donde se llevan a cabo las investigaciones arqueológicas.

#### Publicaciones
Muchos de sus trabajos de investigación se encuentran publicados en revistas de divulgación científica, páginas web de la misma índole o capítulos de libros, como la “Revista Arqueología”, “International Journal of Osteoarchaeology”, “International Journal of Archaeozoology”, “Revista del Museo de Antropología" entre otras, y en general son de acceso libre. 

##### Publicaciones en revistas
1. Escosteguy, P., González, M. I., Frère, M. M., O. Sokol, M. Rivas Gonzalez, A. Fernandez y M.Grzegorczyk. 2018. Ocupaciones prehispánicas en las lagunas Esquivel y del Medio (Depresión del río Salado bonaerense). Revista de Antropología del Museo de Entre Ríos 4 (2): 16-28.
2. Fernández, C., Lloveras, L. Escosteguy, P., Ramil Rego, E. y J. Nadal. 2018. Acumulaciones faunísticas y sus implicaciones socioculturales. Nuevos datos del registro arqueofaunístico en la cueva de A Valiña (Castroverde, Lugo). Férvedes. Revista de Investigación 9:21-29.
3.Escosteguy, P. y A. Fernández. 2017. The effects of bioturbation caused by earthworm. Preliminary results of an actualistic taphonomy experiment. Journal of Taphonomy 15(1-3): 11-27.
4. Escosteguy, P., M. Rivas Gonzalez, V. Fiel y M. Vigna. 2017. A orillas de la laguna de Lobos: el sitio Techo Colorado (microrregión del río Salado Bonaerense). Comechingonia. Revista de Arqueología 21 (2): 15-45.
5. Escosteguy, P., M. Salemme y M. I. González. 2017. Tecnología ósea en la Depresión del río Salado (provincia de Buenos Aires). Arqueología 23(3): 65-90.
6. Escosteguy, P. C. Scabuzzo y M. I. González. 2017. Análisis bioarqueológico de los restos de Arroyo Siasgo, (supuesto Homo caputinclinatus de Ameghino 1910). Revista Argentina de Antropología biológica 19 (2). DOI: https://doi.org/10.17139/raab.2017.0019.02.04
7. Escosteguy, P., V. Salerno, P. Granda y M. Vigna. 2015. Primeros resultados de las investigaciones arqueológicas en Arroyo El Siasgo (Depresión del río Salado, Buenos Aires). Relaciones de la Sociedad Argentina de Antropología XL(2): 645-653.
8. Escosteguy, P., M. I. González y M. M. Frère. 2015. Nuevos datos sobre fauna menor de la Depresión del Río Salado (Provincia de Buenos Aires, Argentina): el caso de San Ramón 7. Archaeofauna. International Journal of Archaeozoology 24: 295-313.
9. Frontini, R. y P. Escosteguy. 2015. El rol de los pequeños animales en los estudios arqueofaunísticos de Argentina. Archaeofauna. International Journal of Archaeozoology 24: 67-85.
10. Escosteguy, P. 2014. Estudios etnoarqueológicos con cazadores de coipo de Argentina. Revista Antípoda 20: 145-165. DOI: http://dx.doi.org/10.7440/antipoda20.2014.07
11. Escosteguy, P. 2013. El uso de fuentes documentales y etnográficas para la interpretación del registro arqueofaunístico de coipo. Revista de Arqueología Histórica Argentina y Latinoamericana 7: 41-65.
12. Escosteguy, P., M. Salemme y M. I. González. 2012. Myocastor coypus (“coipo”, Rodentia, Mammalia) como recurso en los humedales de la Pampa bonaerense: patrones de explotación. Revista del Museo de Antropología 5: 13-30.
13. Salemme M., P. Escosteguy y R. Frontini. 2012. La fauna de porte menor en sitios arqueológicos de la región pampeana, Argentina. Agente disturbador vs. recurso económico. Archaeofauna. International Journal of Archaeozoology 21: 163-185.
14. Escosteguy, P. 2012. Los cérvidos de la localidad arqueológica Cañada Honda (Baradero, Buenos Aires). Análisis preliminar. Comechingonia. Revista de Arqueología 16(2): 163-168.
15. Escosteguy, P. 2012. Etnoarqueología de nutrieros. Una propuesta metodológica aplicada al registro arqueológico de la Depresión del Salado y del Noreste de la provincia de Buenos Aires (Resumen de tesis). Revista Arqueología 18: 311-314.
16. Frontini, R. y P. Escosteguy. 2011. Chaetophractus villosus: a disturbing agent for archaeological contexts. Journal of Osteoarchaeology. Taphonomy Special. DOI: 10.1002/oa.1278.
17. Escosteguy, P. y V. Salerno. 2008-2009. La caza del coipo. Su importancia económica y social desde momentos prehispánicos hasta la actualidad. Anales de Arqueología y Etnología 63-64: 277- 303.
18. Escosteguy, P. 2007. Los roedores en la localidad arqueológica La Guillerma y los sitios San Ramón 7 y Río Luján. La Zaranda de Ideas. Revista de Jóvenes Investigadores en Arqueología 3:21-39. Buenos Aires.
19. González, M. I., M. M. Frère y P. Escosteguy. 2006. El Sitio San Ramón 7. Curso Inferior del río Salado, provincia de Buenos Aires. Relaciones de la Sociedad Argentina de Antropología XXXI: 187- 204. Buenos Aires.

##### Capítulos de libro
1. Escosteguy, P. y M. Salemme. 2017. Faunal subsistence resources in the Cañada Honda Locality (Northeastern Buenos Aires province, Argentina). En: Zooarchaeology in the Neotropics: Environmental diversity and human-animal interactions, editado por M. Mondini, S. Muñoz y P. Fernández, pp. 61-80. Editorial Springer. Netherlands. DOI: 10.1007/978-3-319-57328-1_5
2. Escosteguy, P. 2010. El conjunto arqueofaunístico de roedores de los sitios Río Luján y Cañada Honda (Región Pampeana). Resultados Preliminares. En: Zooarqueología a principios del siglo XXI, editado por M. A. Gutiérrez, M. De Nigris, P. M. Fernández, M. Giardina, A. Gil, A. Izeta, G. Neme y H. Yacobaccio, pp. 551 - 562. Ediciones del Espinillo. Buenos Aires.
3. Escosteguy, P. y M. Vigna. 2010. Experimentación en el procesamiento de Myocastor coypus. En: Mamül Mapu: pasado y presente desde la arqueología pampeana, editado por M. Berón, L. Luna, M. Bonomo, C. Montalvo, C. Aranda y M. Carrera Aizpitarte, Tomo I: 293-307. Editorial Libros del Espinillo. Ayacucho.
4. Escosteguy, P. 2007. Estudios sobre restos de Myocastor coypus en sitios de la Cuenca inferior del río Salado. En: Arqueología en las pampas, editado por C. Bayón, N. Flegenheimer, M.I. González, A. Pupio y M. Frère. Tomo I: 471-487. Sociedad Argentina de Antropología. Buenos Aires.

##### Material didáctico
2015. Salerno, V. y P. Escosteguy. Poblamiento americano: un enfoque arqueológico. Nivel Secundario. Editorial Castro Fernández. Cuadernillo de actividades. ISBN 978-987-1730-36-0.
2014. Escosteguy, P. y V. Salerno. Arqueología del poblamiento americano. Nivel Primario. Curso de capacitación docente a distancia. Editorial Castro Fernández. Cuadernillo de actividades. ISBN 978-987-1730-27-8.
2008. Escosteguy, P. y R. Frontini. ¿Qué sabemos estudiando a los animales? En: CD Interactivo Sobre los primeros pobladores de la pampa bonaerense. Apuntes de arqueología para llevar a la escuela. Compilado por A. Pupio, R. Frontini, N. Mazzia y M. Frère. Universidad Nacional del Sur. FFyL, UBA.
2008. Escosteguy, P. Etnoarqueología de los nutrieros. En: CD Interactivo Sobre los primeros pobladores de la pampa bonaerense. Apuntes de arqueología para llevar a la escuela. Compilado por A. Pupio, R. Frontini, N. Mazzia y M. Frère. Universidad Nacional del Sur. FFyL, UBA.